# Plac Teatralny we Wrocławiu

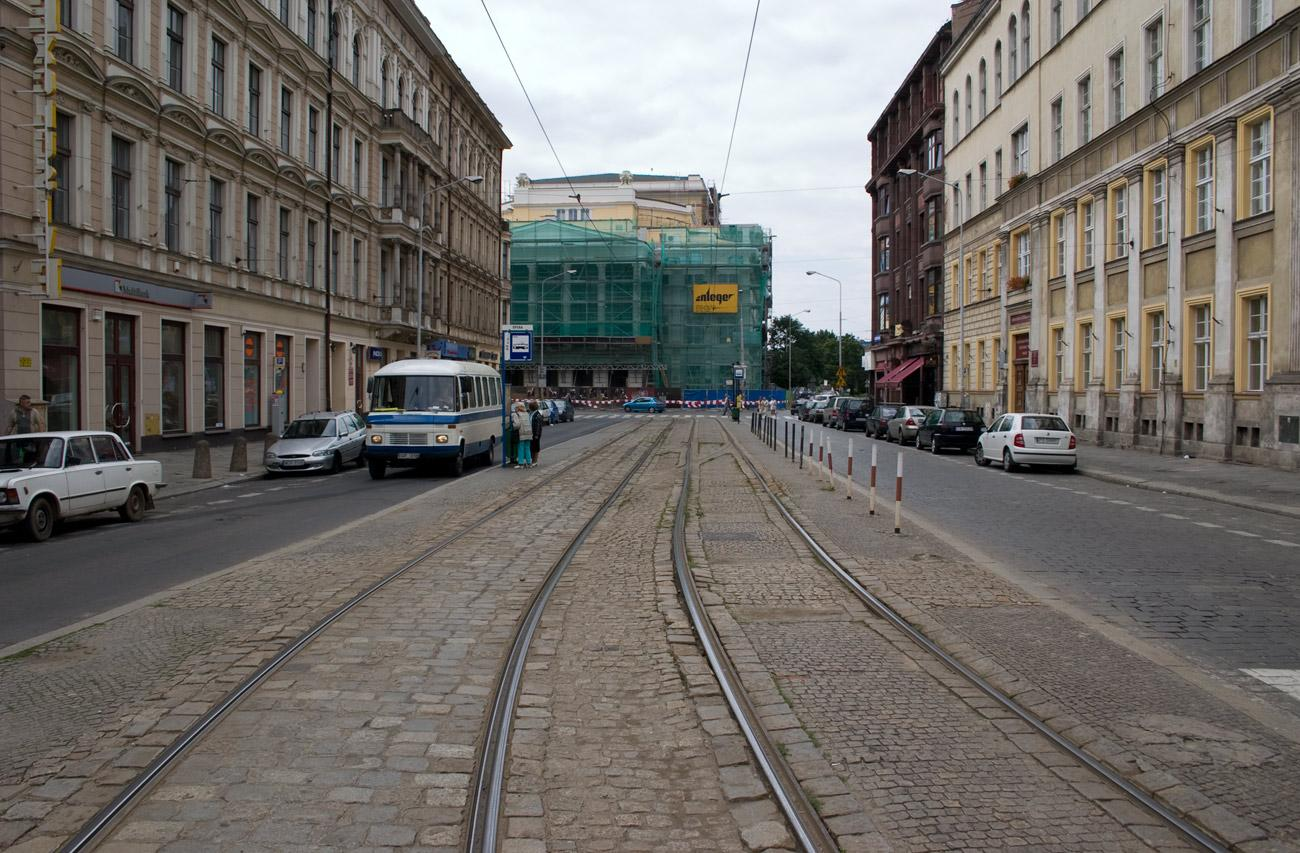
Plac przed przebudową

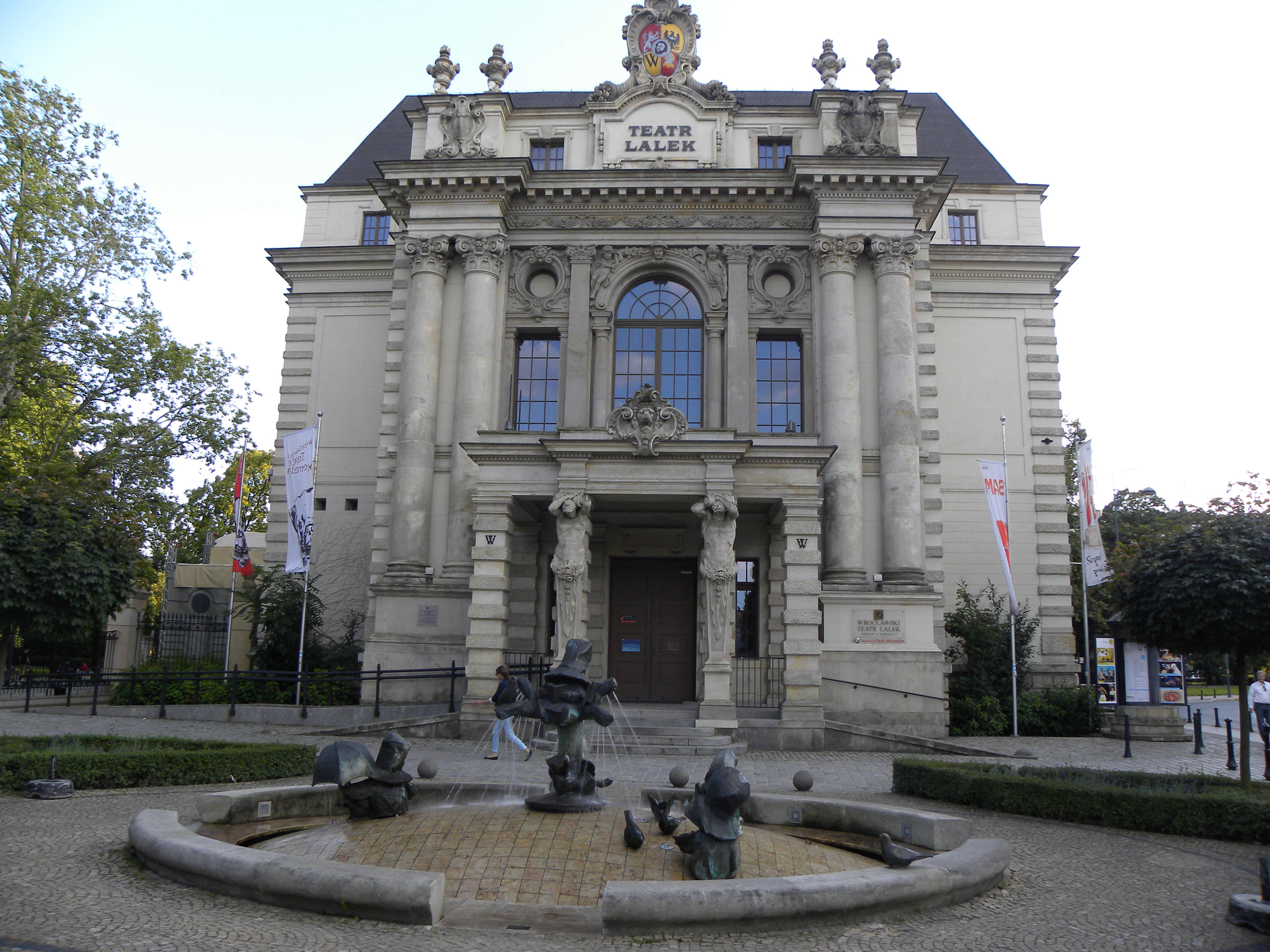
Wrocławski Teatr Lalek

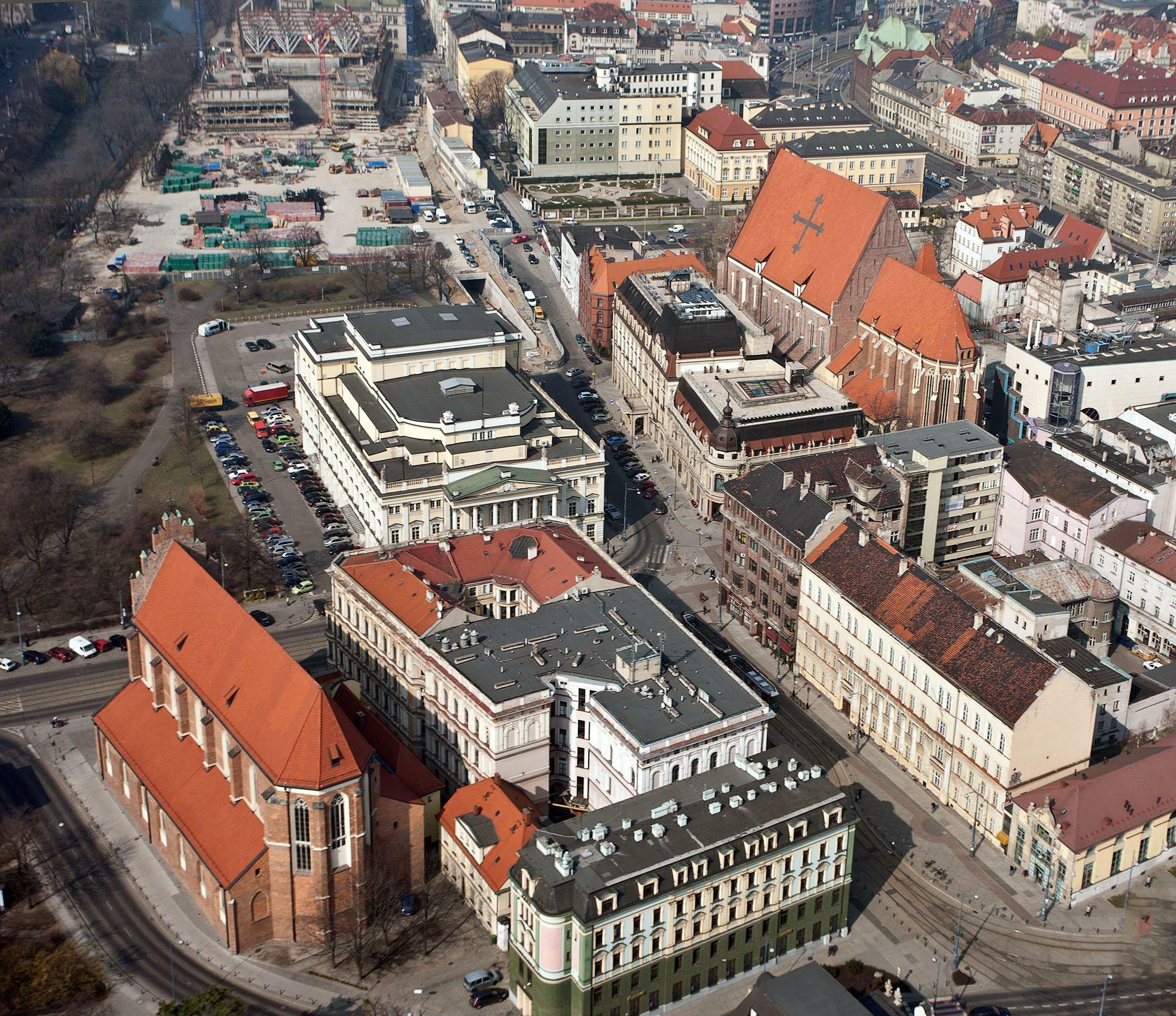
Plac (prawy dół zdjęcia)

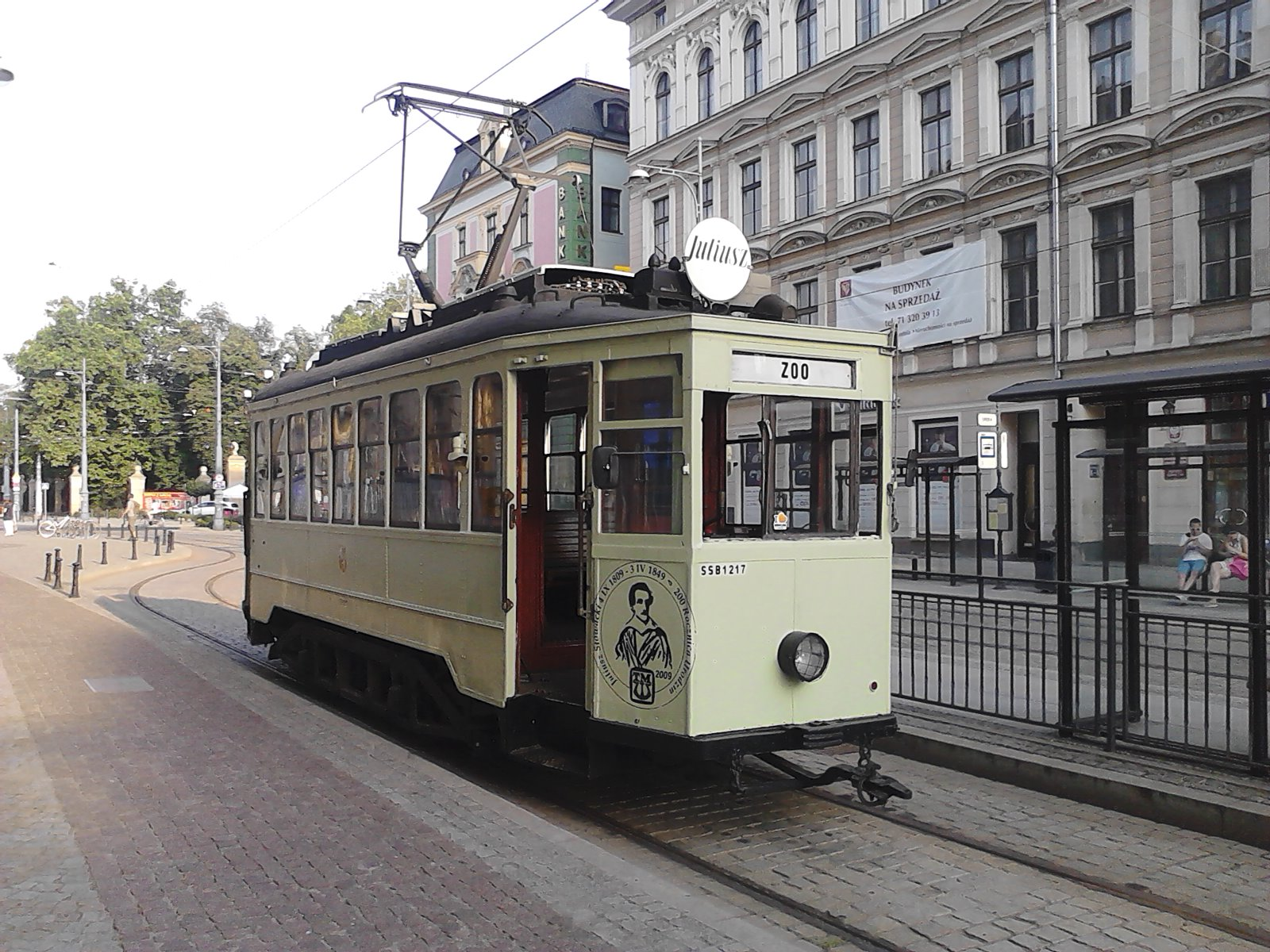
Zabytkowy tramwaj na placu.

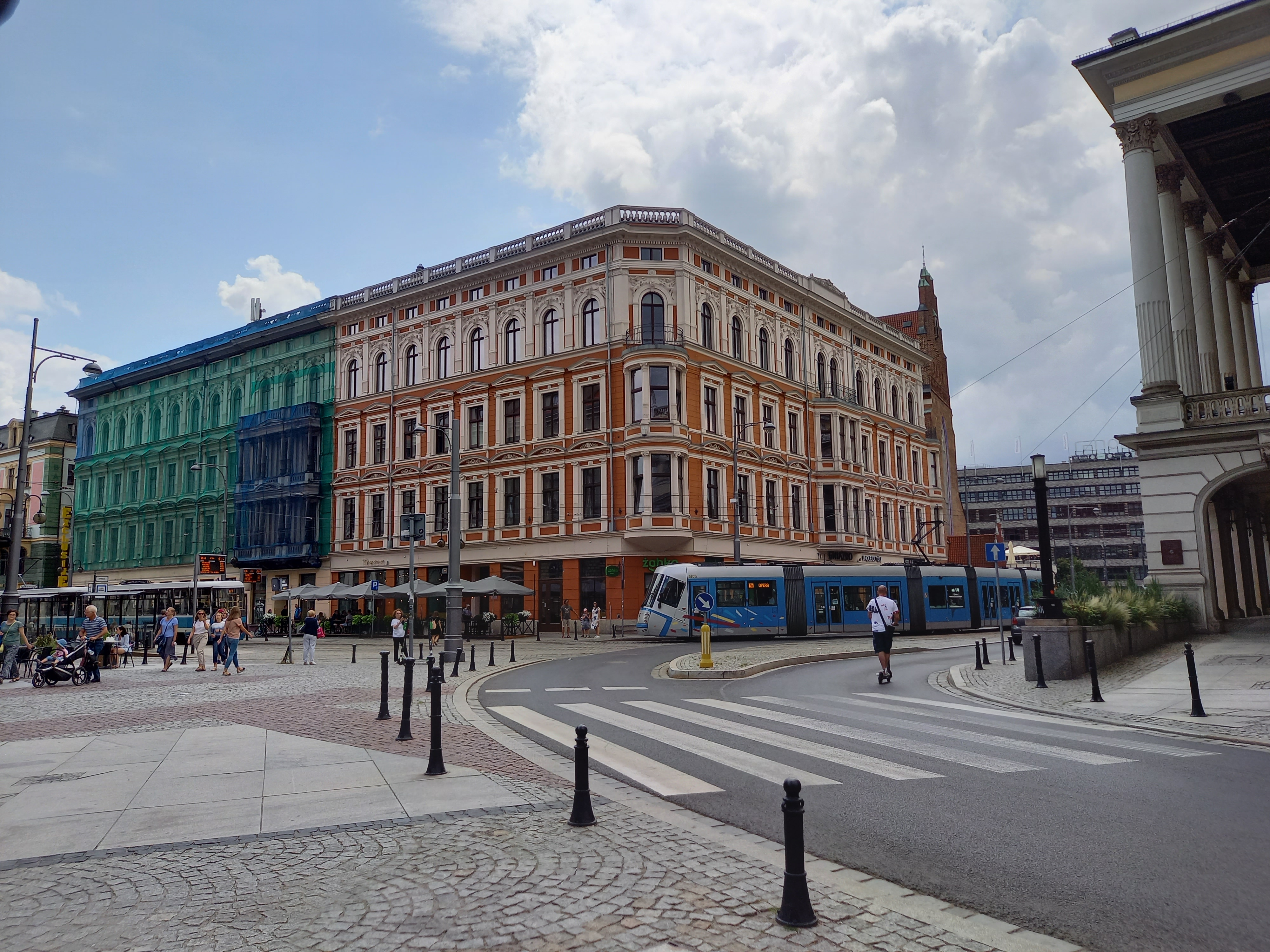
Początek placu: skrzyżowanie z ul. Świdnicką i H. Modrzejewskiej

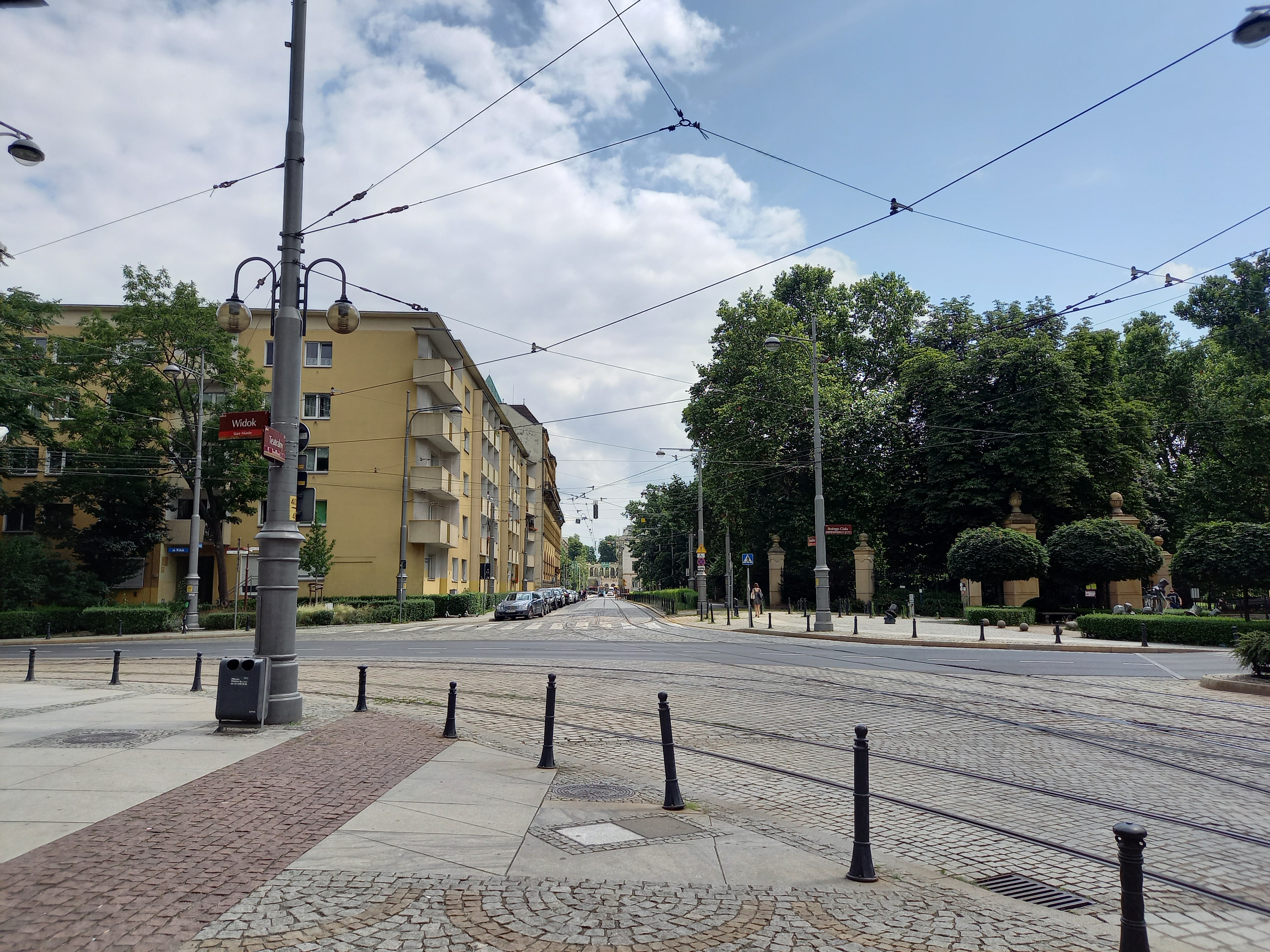
Koniec placu: skrzyżowanie z ul. Widok, Bożego Ciała i Teatralną

Plac Teatralny (Zwingerplatz) – plac położony we Wrocławiu w obrębie Starego Miasta. Łączy ulicę Świdnicką z ulicą Teatralną (Zwingerstrasse) i Widok. Powstał w obszarze dawnego międzymurza w okolicy obecnie nieistniejącej Bramy Świdnickiej. Przy placu położony jest między innymi Wrocławski Teatr Lalek, a w najbliższym otoczeniu między innymi Opera Wrocławska i Hotel Monopol.

## Historia
Plac powstawał w miejscu muru obronnego zburzonego w 1806 roku. Stanowił rozszerzenie istniejącej ulicy (dziś ulica Teatralna). W 1896 roku miejscu temu nadano odrębną nazwę jako plac: Zwingerplatz, co miało odniesienie do jego położenia między średniowiecznymi murami miasta (Zwinger), choć sama nazwa odnosiła się do pałacu Zwinger. Nazwa nadana placowi stanowiła również nawiązanie do ulicy, dla której plac stanowił przedłużenie: Zwingerstrasse (dziś ulica Teatralna).
Wyżej wspomniany pałac powstał w miejscu dawnej strzelnicy bractwa kurkowego mieszczącej się od XVI wieku na terenie nie międzymurza (Zwinger). Istniejący tu obiekt został rozbudowany według projektu Karla Ferdinanda Langhans. W latach 1767–1770 na terenie strzelnicy utworzono siedzibę towarzystwa kupieckiego, a w 1820 roku budynek został kupiony przez korporację kupiecką i przekształcony w klub kupiecki (Kaufmännische Ressource). Obiekt został zburzony podczas przebudowy placu Teatralnego (niektóre źródła podają, że spłonął w 1890 roku).
W latach 1889–1891 zbudowano nowy, neobarokowy budynek, według projektu Paula Kieschkego i H. Bielenberga. Później był kilkakrotnie przebudowywany, m.in. 1937 i 1945 rok. Charakterystyczną jego cechą jest bryła: zwarta od zachodu, natomiast od południa otwierająca się na park (ówcześnie Zwingergarten) i Promenadę Staromiejską. Po II wojnie światowej w budynku znalazło swoją siedzibę Towarzystwo Przyjaźni Polsko-Radzieckiej i Wrocławski Teatru Lalek, współcześnie tylko teatr. Także po wojnie rozebrano ogrodzenie między parkiem a promenadą. Budynek ma charakter monumentalny, a stylem i dekoracjami nawiązuje do architektury drezdeńskiego Zwingeru.
W latach 1823–1825 zbudowano Gimnazjum na Międzymurzu – Gimnazjum św. Hieronima (Städtisches Realgymnasium Am Zwinger, założone wcześniej, bo w 1817 roku). Obiekt został rozbudowany w 1909 roku. Obok powstała palarnia kawy O. Steiblera, dawniej słodownia ówczesnego związku strzeleckiego z połowy XIV wieku, przebudowana w 1899 roku według projektu Felixa Henry. Zachodnią część północnej pierzei placu, na rogu z ulicą Świdnicką, zajął natomiast budynek Domu Handlowego Juliusa Schottländera (Handelshaus Julius Schottländer), zbudowany w 1913 roku według projektu Braci Ehrlichów (Paula i Richarda) z 1911 roku.
Po stronie zachodniej zbudowano budynek Teatru Miejskiego (Stadttheater), według projektu Karla Ferdinanda Langhansa, któremu największe sukcesy jako architektowi przypisuje się właśnie w dziedzinie obiektów teatralnych. Inauguracyjne przedstawienie odbyło się w 1841 roku. W budynku dwukrotnie wybuchł pożar i był odbudowywany. Druga odbudowa wykonana została na podstawie projektu Karla Schmidt. Obiekt był następnie przebudowywany, a sam teatr przekształcony w operę.
Natomiast na północny zachód od narożnika placu, za ulicą Świdnicką, w miejscu średniowiecznych zabudowań klasztornych, powstał dom handlowy „Monopol” (Kaufhaus „Monopol“) wybudowany w 1892 roku według projektu Karla Grossera. Obok istnieje budynek Hotelu „Monopol” zbudowany według projektu spółki architektonicznej Brost & Grosser. Budynek domu handlowego ma neobarokowe elewacje i uznawany jest za zwiastun nowej dla miasta, opartej na europejskich wzorcach, architektury handlowej. Od 1899 roku stanowi część Hotelu „Monopol”.
Na południe od terenu dzisiejszego placu położony był Szpital Bożego Ciała (Świętej Trójcy, Trinitas-Hospital), ufundowany około 1318 roku, obok Kościoła Bożego Ciała (Corpus Christi). Położony był przed drugą Bramą Świdnicką. Od lat 60. XV wieku powstał tu odrębny od kościoła Bożego Ciała, Kościół Św. Trójcy, wybudowany w 1869 roku. Także szpital od tego momentu nosił imię Szpitala Świętej Trójcy. Od 1775 roku funkcjonował tu także Przytułek Fundacji Selenkiego, w 3-kondygnacyjnym gmachu poświęconym w 1777 roku. Po rozbiórce istniejącej tu zabudowy około 1869 roku i przeniesieniu funkcjonujących instytucji do innych, nowych siedzib, jej miejsce zajął zespół reprezentacyjnych kamienic, stanowiących południową pierzeję placu. Pierwszą z nich była budowana w latach 1870–1873 według projektu Karla Schmidt, tzw. Kamienica Sachsów, pierwotnie dla kupca żydowskiego pochodzenia Moritza Sachsa. Budynek łączył kilka funkcji. Mieściły się tu między innymi mieszkania czynszowe i apartamenty, w tym apartament dla samego właściciela kamienicy, a także sklepy, siedziby firm, oraz kawiarnia artystyczna Café Fahrig. W 1933 roku budynek odebrano tej rodzinie żydowskiej. Sam budynek ma styl neorenesansowy. Łączący funkcje monumentalnej rezydencji miejskiej z kamienicą czynszową w typie wiedeńskim . Kolejna kamienica w tej pierzei zbudowana została w 1879 roku. W 1921 wykonano przebudowę obiektów według projektu biura Simon & Halfpaap.
W północno-wschodniej części placu za ulicą Widok i Teatralną istniejąca przedwojenna zabudowa uległa zniszczeniu podczas oblężenia Wrocławia w 1945 roku. W rejonie tym po 1956 roku nastąpiło ożywienie budownictwa i powstały tu 4 piętrowe bloki mieszkalne.

## Nazwy placu
Plac w swojej historii nosił następujące nazwy:
- Zwingerstrasse, do 1896 roku (jako część ulicy)[1][2]
- Zwingerplatz, od 1896 roku[1][2]
- Plac Teatralny[1][2].

## Ulice
Do placu przypisana jest droga gminna o długości 123 m biegnąca od ulicy Świdnickiej do ulicy Teatralnej/Widok.
Ulice łączące się z placem:
- Bożego Ciała[30] (Durchgang, dosł. „Przejście”, od 1914 Kreuzherrenweg)[31][32]
- Heleny Modrzejewskiej[33] (Agnes-Sorma-Strasse)[34][35]
- Świdnicka[3][36] (Schweidnitzer Strasse), od Rynku do Podwala[37][38] i dalej w kierunku południowym[38]
- Teatralna[3][39] (Zwingerstrasse)[2][40]
- Widok[41] (Siehdichfür)[42][43].

## Zabudowa i zagospodarowanie
W pierzei północnej znajduje się zwarta zabudowa: dawny dom handlowo-usługowy, Wyższa Szkoła Służb Publicznych „Asesor” (w dawnym budynku gimnazjum, obecnie przeniesiona), Mediateka (w dawnym budynku słodowni i palarni kawy), od 25 czerwca 2004 roku . W części północno-wschodniej, za ulicą Widok, znajdują się powojenne budynki mieszkalne uzupełniające zabudowę zniszczoną podczas II wojny światowej. W kierunku wschodnim biegnie ulica Teatralna, a na południe od niej leży Wrocławski Teatr Lalek (w dawnym budynku resursu)  założony w 1946 roku, a za nim Park Staromiejski o powierzchni około 2,5 ha (wcześniej Park Mikołaja Kopernika) i Promenada Staromiejska nad Fosą Miejską. Tu do placu dochodzi ulica Bożego Ciała. Południa pierzeja obejmuje zabudowę dawnych kamienic, w których między innymi znajdował się Wydział Geoinżynierii, Górnictwa i Geologii Politechniki Wrocławskiej (przeniesiony) oraz kamienicę na rogu z ulicą Świdnicką (dawne kamienice). Po jej drugiej stronie położona jest Opera Wrocławska (w dawnym budynku Teatru Miejskiego), a w kierunku zachodnim wybiega ulica Hanny Modrzejewskiej. Po jej północnej stronie znajduje się budynek Hotelu Monopol.
Przy placu Teatralnym ustawiono serię wrocławskich krasnali, m.in. przed teatrem: Parasolnik, Aktor, Ogrodnik, Puszczający Stateczki, Zbierający Wodę, Karmiący Ptaki i Wierzbownik, oraz przy placu Teatralnym 5 , gdzie mieści się Mediateka: krasnal Bibliofil .
Przez plac prowadzą torowiska tramwajowe, jako podstawowy obok ruchu pieszego sposób jego zagospodarowania, a funkcja ulicy jest jedynie dopuszczona jako uzupełnienie, głównie jako obsługa komunikacyjna położonych przy placu posesji. Tu także wyznaczono, obok przystanków linii regularnych komunikacji miejskiej, przystanek początkowy i końcowy dla przejazdów turystycznych zabytkowym taborem tramwajowym  . Linie tramwajowe biegną także ulicą Świdnicką w kierunku południowym, ulicą Widok i ulicą Teatralną.

## Ochrona i zabytki
Plac położony jest obrębie Starego Miasta objętego ochroną zabytków jako obszar, co zostało usankcjonowane wpisem do ewidencji zabytków jako zespół urbanistyczny Starego Miasta, XIII-XIX wiek, nr rej.: 196 z 15 lutego 1962 r. oraz A/1580/212 z 12 maja 1967 r. Obszar ten został również uznany za pomnik historii „Wrocław – zespół historycznego centrum” zarządzeniem Prezydenta RP z dnia 8 września 1994 r. 
Zabytki położone przy placu:
- plac Teatralny 1 / ulica Świdnicka 36, kamienica z 1870 roku, nr rej.: A/5145/442/Wm z 6.10.1988[44]
- plac Teatralny 2, kamienica z 1870 roku, nr rej.: A/2367/444/Wm z 19.12.1982[44]
- plac Teatralny 3, kamienica z przełomu XIX i XX wieku, nr rej.: A/2370/450/Wm z 20.06.1990[44]
- plac Teatralny 4, resursa kupiecka z lat 1892–1909, nr rej.: A/2474/495/Wm z 5.10.1992[44]
- plac Teatralny 8 / ulica Świdnicka 34, dom handlowo-usługowy z 1911 roku, nr rej.: A/1378 z 20.11.2009[44].

Inne zabytki położone w najbliższym otoczeniu placu:
- budynek Opery Wrocławskiej, ul. Świdnicka 23, lata: 1837, 1871, 1955, nr rej.: 205 z 30.12.1970[44]
- budynek hotelu „Monopol”, ul. Świdnicka 33, lata 1890–1892, oraz 1905 rok, nr rej.: 259/431/Wm z 16.03.1984[44].

Ochronie polegają również osie widokowe:
- wzdłuż ulicy Świdnickiej[64]
- wzdłuż ulicy Teatralnej[65], m.in. z widokiem na operę[66][67][68]
- wzdłuż ulicy Widok w kierunku Teatru Lalek[69]
- z parku (w wyznaczonym obszarze) w kierunku Teatru Lalek[70][71][72].